# بومة قرناء صغيرة
البومة القرناء الصغيرة (الاسم العلمي: Bubo magellanicus) هو طائر جارح ليلي من فصيلة البوم الحقيقي من جنس البومات العقابية.

## المظهر
لون ريشاته بنية-رمادية وله عينان صفروان.

## الموطن
توطن البومة القرناء الصغيرة في أمريكا الجنوبية. تحديداً في البيرو، وبوليفيا، وتشيلي والأرجنتين.
يعيش في الغابات، أراضي الجُنيبات، الأراضي الصالحة للزراعة والأراضي العُشبيّة.

## الغذاء
يتغذى البوم الإفريقي أساسا على القوارض، العصافير والحشرات.